# Marianówka (rejon łucki)
Marianówka (dawniej Musin, ukr. Мар'янівка) – osiedle typu miejskiego na Ukrainie, na Wołyniu, nad Gniłą Lipą, w obwodzie wołyńskim, w rejonie łuckim (do 2020 w rejonie horochowskim), około 47 km na południowy zachód od Łucka.
W Marianówce znajdują się stacja kolejowa Horochów, szpital czy cukrownia.

## Historia
Do 1945 kolonia w województwie wołyńskim, w powiecie horochowskim, w gminie Skobełka, w gromadzie Marianówka.
W 1989 liczyło 2892 mieszkańców.
Do 2020 w rejonie horochowskim. 